# Tel Re'ala
Tel Re'ala (hebrejsky: תל רעלה, arabsky: Tal Ghalta) je pahorek a sídelní tel o nadmořské výšce 62 metrů v severním Izraeli.
Leží v centrální části zemědělsky využívaného Jizre'elského údolí, cca 13 kilometrů severozápadně od města Afula a 1,5 kilometru jihozápadě od vesnice Nahalal. Má podobu nevýrazného odlesněného návrší, které vystupuje z okolní rovinaté krajiny a je z východu obtékáno vádím Nachal Nahalal. Jižně odtud leží letecká základna Ramat David. Pahorek má dlouhou sídelní tradici.